# Lonchoptera lutea
Lonchoptera lutea ist eine Fliege aus der Familie der Lanzenfliegen (Lonchopteridae).

## Merkmale
Die Fliegen erreichen eine Körperlänge von 2,0 bis 3,0 Millimetern. Ihr Körper ist schlank und zylinderförmig. Am Thorax und Hinterleib verläuft am Rücken mittig ein dunkler Streifen. Die posterodorsale Borste auf den Schienen (Tibien) der mittleren Beine ist merklich kürzer als die Dorsalborste. Auf den Tibien der Vorderbeine befindet sich je eine Dorsalborste im basalen und eine im apikalen Drittel. Dort sind keine posterodorsalen Borsten ausgebildet. Die Art kann nur sicher anhand von genitalmorphologischen Untersuchungen bestimmt werden. 

## Vorkommen und Lebensweise
Die Tiere kommen in der gesamten Paläarktis weit verbreitet vor. Man findet sie in grasbewachsenen Gebieten, vom Flachland bis in Berglagen. 

## Belege